# Sveta Ana (Chorwacja)
Sveta Ana – wieś w Chorwacji, w żupanii kopriwnicko-kriżewczyńskiej, w mieście Đurđevac. W 2011 roku liczyła 99 mieszkańców.